# Trachelipus sarmaticus
Trachelipus sarmaticus är en kräftdjursart som beskrevs av Borutzkii 1976D. Trachelipus sarmaticus ingår i släktet Trachelipus och familjen Trachelipodidae. Inga underarter finns listade i Catalogue of Life.